# Meridiobolbus natalensis
Meridiobolbus natalensis es una especie de coleóptero de la familia Geotrupidae.

## Distribución geográfica
Habita en Sudáfrica.